# Arrhytmus rugosipennis
Arrhytmus rugosipennis är en skalbaggsart som beskrevs av Waterhouse 1878. Arrhytmus rugosipennis ingår i släktet Arrhytmus och familjen långhorningar.
Artens utbredningsområde är Madagaskar. Inga underarter finns listade.